# Eriosema zuluense
Eriosema zuluense är en ärtväxtart som beskrevs av Charles Howard Stirton. Eriosema zuluense ingår i släktet Eriosema och familjen ärtväxter. Inga underarter finns listade i Catalogue of Life.